# Myrmeleon (Myrmeleon) californicus
Myrmeleon (Myrmeleon) californicus is een insect uit de familie van de mierenleeuwen (Myrmeleontidae), die tot de orde netvleugeligen (Neuroptera) behoort. 
Myrmeleon (Myrmeleon) californicus is voor het eerst wetenschappelijk beschreven door Banks in 1943.